# 普利亚维尼亚斯

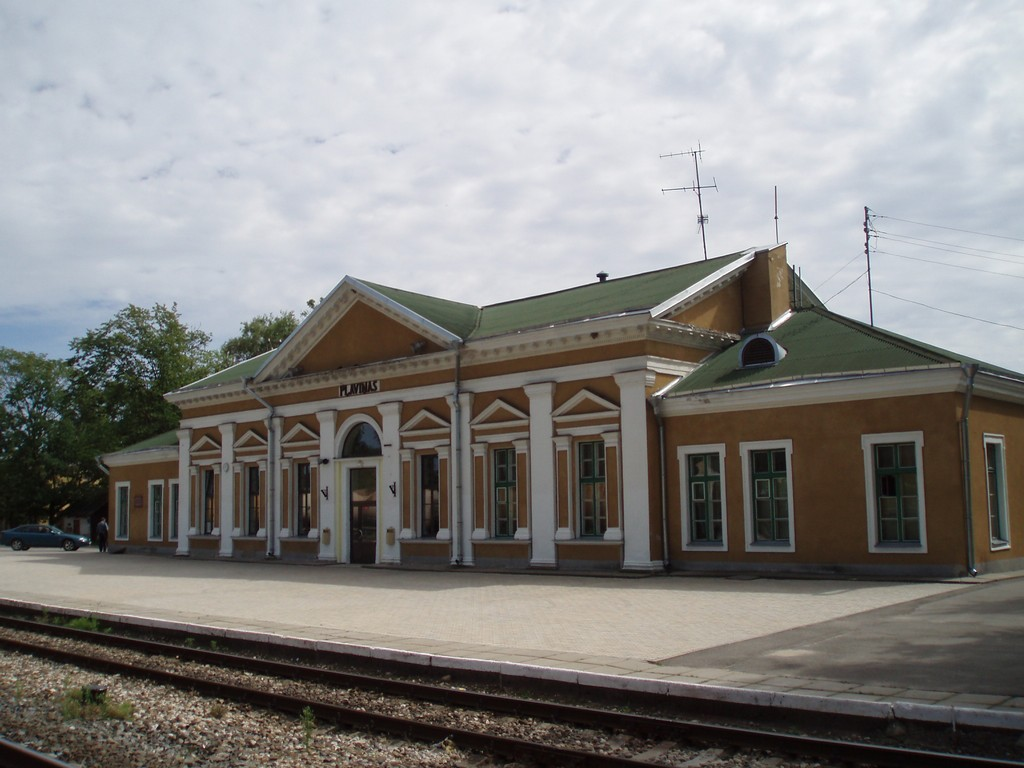
普利亚维尼亚斯火车站

普利亚维尼亚斯是拉脫維亞艾茲克勞克萊市鎮内的城鎮，位於該國中部道加瓦河畔，離首都里加123公里，面積7平方公里，2021年人口2,908，附近是波蘭瑞典戰爭的戰場。